# Springsure
Springsure är en ort i Australien. Den ligger i kommunen Central Highlands och delstaten Queensland, omkring 620 kilometer nordväst om delstatshuvudstaden Brisbane.
Trakten runt Springsure är nära nog obefolkad, med mindre än två invånare per kvadratkilometer.. 
I omgivningarna runt Springsure växer huvudsakligen savannskog.  Genomsnittlig årsnederbörd är 810 millimeter. Den regnigaste månaden är januari, med i genomsnitt 179 mm nederbörd, och den torraste är augusti, med 11 mm nederbörd.